# Albert Charles Seward
Albert Charles Seward, född 9 oktober 1863 i Lancaster i Lancashire, död 11 april 1941 i Oxford, var en engelsk botaniker och paleontolog.
Seward blev 1890 lärare i botanik vid Cambridge University, utnämndes 1906 till professor och blev samtidig direktör för Botany School. Han företog talrika studieresor både i Europa och i andra världsdelar (bland annat på Västgrönland). Seward tilldelades Murchisonmedaljen 1908, Royal Medal 1925, Wollastonmedaljen 1930 och Darwinmedaljen 1934. Han invaldes 1908 som Fellow of the Royal Society, 1932 som ledamot av American Academy of Arts and Sciences och 1934 som utländsk ledamot av Kungliga Vetenskapsakademien.
Sewards arbeten ligger huvudsakligen inom paleobotaniken; han bearbetade således den mesozoiska floran från Europa, Asien och Afrika samt Glossopterisfloran från de antarktiska områdena. Vidare föreligger från hans hand monografiska bearbetningar av flera recenta släkten och familjer, där han också tog hänsyn till dessas fossila representanter. Av hans arbeten kan nämnas The Wealden Flora (I-II; 1894-95), The Jurassic Flora (I-II, 1900-04), Antarctic Fossil Plants (1914) samt en stort anlagd fytopaleontologisk handbok, Fossil Plants for Students of Botany and Geology (flera band, 1898ff).
Auktorsnamnet Seward kan användas för Albert Charles Seward i samband med ett vetenskapligt namn inom botaniken; se Wikipediaartiklar som länkar till auktorsnamnet.